# Erysiphe betae
Erysiphe betae är en svampart som först beskrevs av Vanha, och fick sitt nu gällande namn av Weltzien 1963. Erysiphe betae ingår i släktet Erysiphe och familjen Erysiphaceae.  Arten är reproducerande i Sverige. Inga underarter finns listade i Catalogue of Life.
I den svenska databasen Dyntaxa används istället namnet Erysiphe polygoni för samma taxon.  Arten är reproducerande i Sverige.
Erysiphe polygoni orsakar ärtmjöldagg på ärtväxter.

## Källor

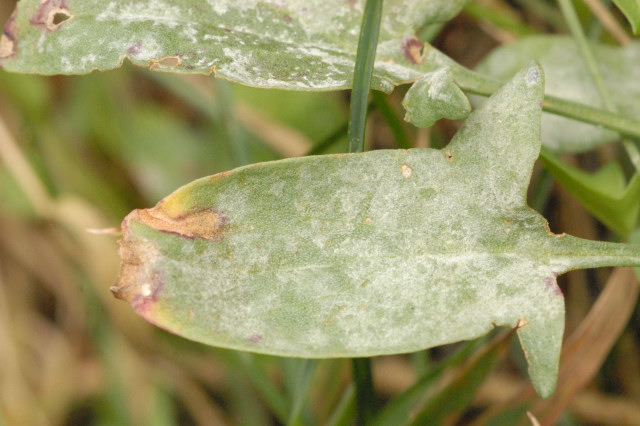